# ریچارد برمر
ریچارد برمر (انگلیسی: Richard Bremmer؛ زادهٔ ۲۷ ژانویهٔ ۱۹۵۳) بازیگر و صداپیشه اهل انگلستان است.
از فیلم‌ها یا برنامه‌های تلویزیونی که وی در آن نقش داشته‌است، می‌توان به هری پاتر و سنگ جادو، شوالیه‌های شانگهای، عبور از نابودی، سیزدهمین سلحشور، کنترل، در دل دریا، ریچارد دوم، برای کشتن یک پادشاه و آقای ترنر اشاره کرد.